# NGC 692
NGC 692 este o intermediate spiral galaxy⁠(d) situată în constelația Phoenix. A fost descoperită în 2 octombrie 1834 de către John Herschel. Se află la o distanță de 85,49 de megaparseci de Pământ.